# Bonaventura von Rauch

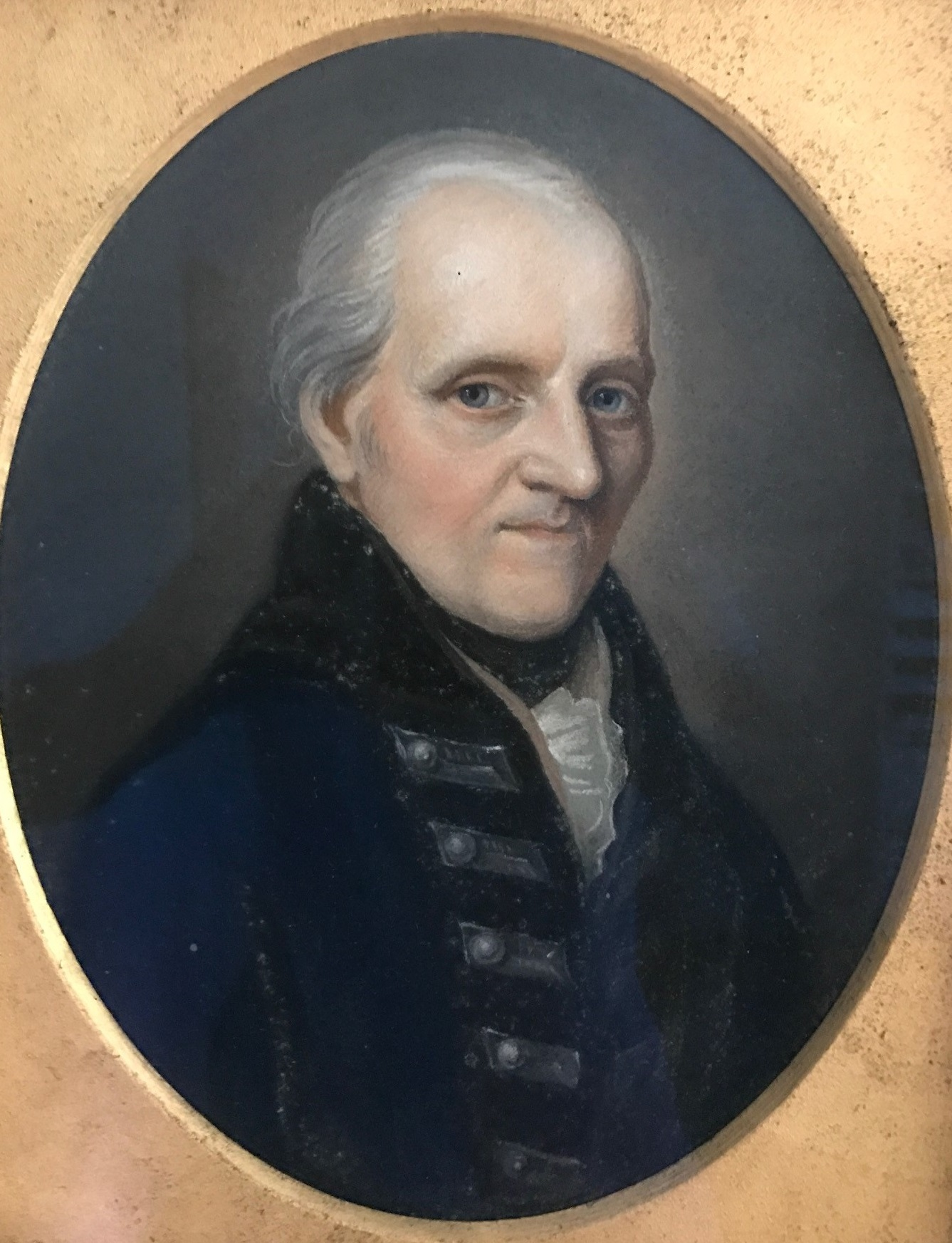
Generalmajor Bonaventura von Rauch

Johann Bonaventura von Rauch (* 25. Juli 1740 in Peterskirchen/Oberbayern; † 9. Februar 1814 in Spandau) war ein preußischer Generalmajor, Ingenieuroffizier und Direktor der Ingenieurakademie in Potsdam. Er gehörte zu den preußischen Generalen, die während Napoleons Feldzug gegen Preußen 1806 kampflos vor französischen Truppen kapitulierten und dafür mit abschiedsloser Entlassung aus der Armee und lebenslanger Festungshaft bestraft wurden.

## Leben

### Herkunft
Bonaventura von Rauch entstammte einer bayerischen Familie aus dem Chiemgau. Die Kirchenbücher der römisch-katholischen Pfarrei St. Peter und Paul in Peterskirchen nennen als seine Eltern Johann Anton Rauch (1687–1745), Lehrer und Messner der Pfarrei, und dessen Ehefrau Gertraud, geborene Reither (1709–1742). 
Nach dem frühen Tod seiner Eltern nahm sich des kleinen Rauch Johann Philipp Cajetan Bonaventura Graf von Lamberg, kurfürstlich bayerischer Geheimer Rat und Stiftspropst zu Straubing, Pfarrer in Peterskirchen und Trostberg, an und ermöglichte ihm den Besuch des Straubinger Jesuitenkollegs. Dort verblieb er jedoch nicht lange und fand sich unter bisher nicht geklärten Umständen in Dresden wieder. Von dort kam er nach Bayreuth, um eine erste wissenschaftliche Ausbildung zu erhalten.

### Braunschweigischer Page und Ingenieuroffizier
Auf Vermittlung von Markgraf Friedrich III. von Brandenburg-Bayreuth wurde Bonaventura 1756 Page am herzoglichen Hof von Braunschweig-Wolfenbüttel. Im Jahr 1761 erschien er als Ingenieur im braunschweigischen Dienst. Unter dem preußischen General Ferdinand von Braunschweig nahm er in der Schlussphase des Siebenjährigen Krieges im Feldzug von 1761/62 an den Belagerungen von Kassel, wo er verwundet wurde, von Meppen und von Ziegenhain teil. Seit 1764 Kondukteur im Ingenieurkorps der braunschweigischen Armee, stieg Rauch 1766 zum Leutnant und 1772 zum Kapitän auf. 
1775 wirkte er während einer Harz-Reise in Zusammenarbeit mit Eberhard August Wilhelm von Zimmermann, Professor für Mathematik, Physik und Naturgeschichte am Collegium Carolinum in Braunschweig, von Ilsenburg aus an einer der ersten Höhenmessungen des Brockens mit.

### Karriere in der Preußischen Armee
Auf Empfehlung Herzog Ferdinands von Braunschweig wechselte Rauch im August 1777 im Rang eines Stabskapitäns des Mineurkorps in die Preußische Armee. Ausgestattet mit einer persönlichen Instruktion Friedrichs des Großen übte er an der preußischen École militaire in Königsberg eine Lehr- und Vorlesungstätigkeit in Mathematik, Ingenieur- und Kriegswissenschaften bis 1788 aus. Rauchs Königsberger Tätigkeit galt der Fortbildung von Offizieren der west- und ostpreußischen Regimenter.  Die École militaire war in diesen Jahren im Königsberger Königlichen Palais bzw. Königshaus untergebracht. Das Königshaus war für Bonaventura von Rauch und seine Familie zugleich der Wohnsitz. Nachdem er bereits als braunschweigischer Ingenieuroffizier die Pagen in Mathematik unterrichtet hatte, erwarb sich Bonaventura von Rauch in der preußischen Armee als militärische Lehrerpersönlichkeit einen außerordentlichen Ruf. Kriegsminister und Generalfeldmarschall Hermann von Boyen erinnerte sich an seinen Lehroffizier Rauch in Königsberg: „Unser Lehrer war der Mineur-Kapitän von Rauch, Vater des späteren Kriegsministers von Rauch, ein Mann, den die Natur ganz zum Unterricht junger, oft wilder Anfänger im Kriegshandwerk geschaffen hatte. Bei großer Milde des Charakters hatte er doch auch die nötige Festigkeit, um jede Unbesonnenheit in ihre Schranken zurückzuweisen, sein Vortrag war ein Muster der Deutlichkeit und Präzision.“ Rauchs Königsberger Lehrtätigkeit wurde während des Bayerischen Erbfolgekriegs 1778/79 durch seine Verwendung im Stab des preußischen Generals und Korpskommandeurs Joachim Friedrich von Stutterheim unterbrochen, der in Friedenszeiten militärischer Gouverneur von Königsberg, Pillau und Memel war.
Als Freimaurer gehörte Bonaventura von Rauch in Königsberg der Loge „Zu den drei Kronen“ an.

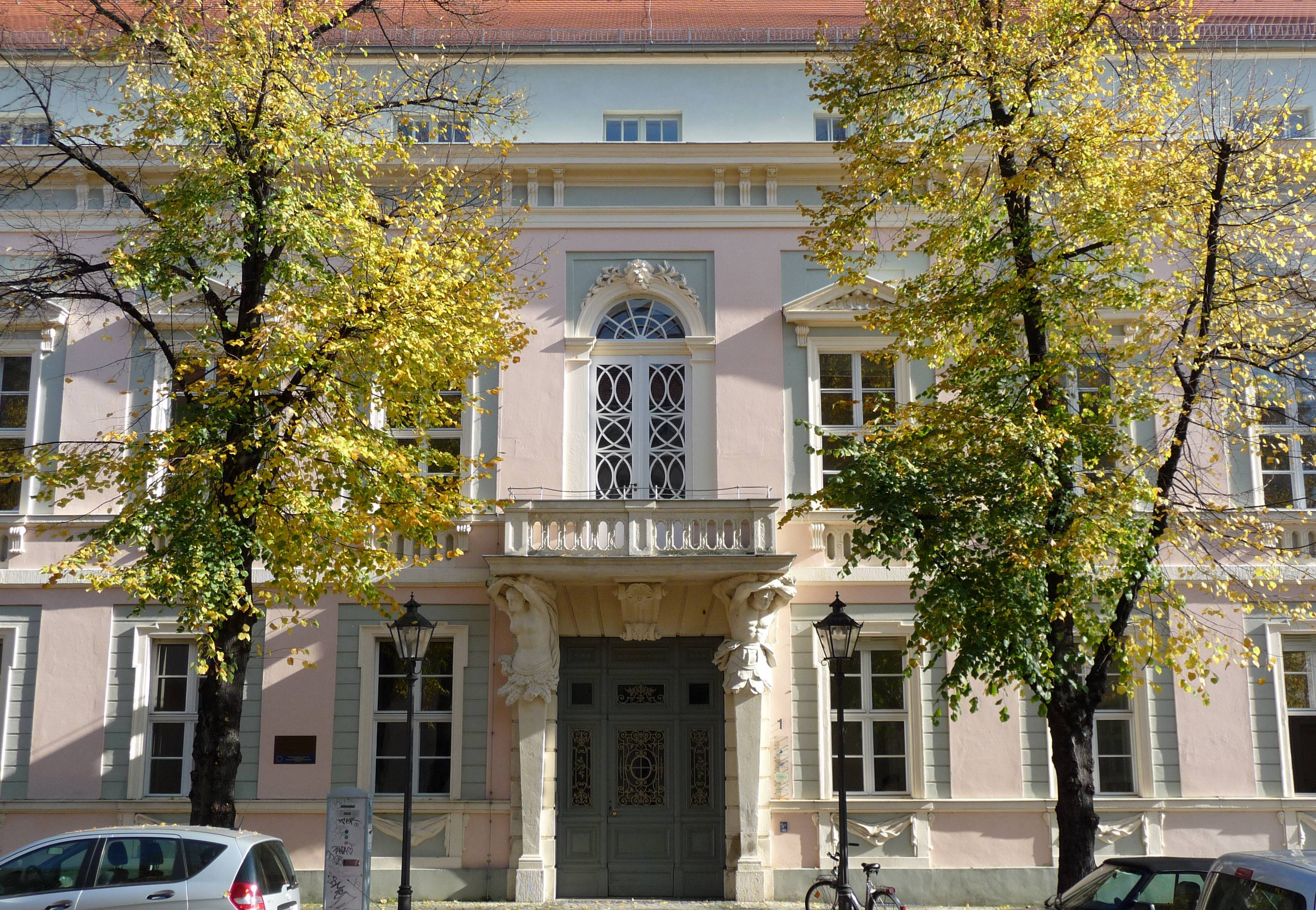
Das Kabinetthaus am Potsdamer Neuen Markt 1: Sitz der einstigen Ingenieurakademie der preußischen Armee

Im Jahr 1788 gründete König Friedrich Wilhelm II. in Potsdam die Königliche Ingenieurakademie als Modernisierungsschritt für die preußische Armee. Rauch übertrug er die Ausbildung angehender Ingenieuroffiziere und -geographen in den Fächern Elementarartillerie, Festungsbau, Geometrie, Topografie und Zeichnen und beförderte ihn zum Major. Zum Zweck der Landesaufnahme im Glatzer Schneegebirge und zur Errichtung der Festung Karl im Heuscheuergebirge bereiste Rauch zwischen 1790 und 1792 mehrfach Schlesien. Am 28. August 1790, dem 41. Geburtstag des Dichters, konnte Bonaventura von Rauch Johann Wolfgang von Goethe auf der Großen Heuscheuer empfangen. In diesen Jahren trat Rauch auch als Verfasser militärtheoretischer Traktate und als Kartograf hervor.
Im Ersten Koalitionskrieg gegen das revolutionäre Frankreich 1792 diente Rauch als Capitain des Guides im königlichen Stab. Rauch wirkte bei der Besetzung der Festungen Longwy und Verdun mit, die sich nahezu kampflos ergaben. Während des Kriegseinsatzes erkrankte er an der Ruhr und blieb bis November 1792 in einem Koblenzer Lazarett.
Im Jahr 1796 ernannte König Friedrich Wilhelm II. Rauch zum Direktor der Ingenieurakademie als Nachfolger des Generalmajors Heinrich Otto von Scheel. 1796 wurde er Oberstleutnant, 1799 Oberst. 1805 erfolgte durch König Friedrich Wilhelm III. Bonaventura von Rauchs Ernennung zum Generalmajor.
Von 1788 bis 1807 lebte Bonaventura von Rauch mit seiner großen Familie im Akademiegebäude – dem später so genannten Kabinetthaus – am Neuen Markt 1 nahe dem königlichen Stadtschloss in Potsdam.
Unter dem Druck der Niederlage von Jena und Auerstedt vom 14. Oktober 1806 und der rasch vorrückenden französischen Armee befahl das preußische Oberkriegskollegium am 17. Oktober, die Festung Stettin kurzfristig instand zu setzen. Mit der Leitung der Instandsetzungsarbeiten wurde am 20. Oktober Generalmajor Bonaventura v. Rauch betraut. Zugleich wurde Rauch dem Gouverneur der Stettiner Festung, dem 77-jährigen Generalleutnant Friedrich Gisbert Wilhelm von Romberg, als Vizekommandant und Kommandant der Festung Preußen beigegeben, für Rauch mit 66 Jahren sein erstes Truppenkommando.
Am 28. Oktober 1806 hatte der Oberbefehlshaber des preußischen Feldheeres, General der Infanterie Friedrich Ludwig Fürst zu Hohenlohe-Ingelfingen, die Kapitulation im nahen Prenzlau nach nur kurzem Kampf gegen französische Truppen akzeptiert. Als ein 800 Mann starker französischer Reiterverband unter General Antoine Charles Louis Lassalle am Folgetag, dem 29. Oktober 1806, vor Stettin erschienen, übergab Generalleutnant von Romberg den Franzosen, ohne die Stärke des Gegners beurteilt zu haben, die voll verteidigungsbereite Festung samt den darin befindlichen 5184 Mann. Rauch stimmte der Übergabe zusammen mit dem Stettiner Festungskommandanten, dem Generalmajor Kurd Gottlob von Knobelsdorff, widerstandslos zu.
Für seine Entscheidung wurde Rauch am 1. Dezember 1806 ohne Abschied aus der Armee entlassen, in Potsdam unter Hausarrest gestellt und in einem kriegsgerichtlichen Verfahren am 17. März 1809 zu lebenslangem Arrest in der Zitadelle der Festung Spandau verurteilt. Vergleichbar drakonische Strafen ließ König Friedrich Wilhelm III. von Preußen mit seinem „Ortelsburger Publicandum“ vom 1. Dezember 1806 gegen eine Vielzahl seiner Generale und Stabsoffiziere ergehen, die im Oktober 1806 ähnliche Entscheidungen wie Romberg, Knobelsdorff und Rauch getroffen hatten.
Rauchs Lage erweckte im preußischen Offizierkorps Anteilnahme. Die Strafe erschien als zu streng, weil der betagte Festungsgouverneur Romberg nie im Feld kommandiert hatte, sondern in erster Linie als verdienter Lehrer und Wissenschaftler bekannt war. Selbst das Interesse der Königin Luise erreichte bei Friedrich Wilhelm III. lediglich, dass Rauch ab Januar 1810 wenigstens die halbe Generalmajorspension gewährt und ihm gestattet wurde, den Arrest in der Stadt Spandau abzusitzen. Nur am 20. April 1813 war es ihm erlaubt, die Stadt für einen Tag zu verlassen, um sich nach Oranienburg zu begeben. Der entlassene Generalmajor Bonaventura von Rauch starb in Spandau am 9. Februar 1814.
Für Rauch zu spät: Nach dem Sieg über das napoleonische Frankreich begnadigte Friedrich Wilhelm III. von Paris aus mit Erlass vom 30. Mai 1814 alle noch lebenden Generale und Offiziere, die nach den Geschehnissen vom Herbst 1806 zu Festungshaft verurteilt worden waren.
Alle fünf Söhne Bonaventura von Rauchs dienten als Offiziere in der preußischen Armee. Die Stettiner Kapitulationsentscheidung ihres Vaters und seine Verurteilung zu lebenslanger Festungshaft blieben ohne Auswirkung auf ihre Karrieren in Generalstab, Garde und Ingenieurkorps.

### Familie
Seitdem Rauch 1777 in den preußischen Militärdienst gewechselt war, führte er unbeanstandet das Adelsprädikat.
Rauch heiratete am 13. Juni 1773 in der Patronats- und heutigen Dorfkirche von Kunow Johanna Bandel (1752–1828), die Tochter des preußischen Amts- und Kammerrats Johann Justus Bandel in Schwedt/Oder und dessen Ehefrau Helene Catharina, geborene Copal. Johanna Bandel war eine Nachfahrin von Hans Reinicke (um 1483–1538), Freund und Wegbegleiter des Reformators Martin Luther.
Aus der Ehe von Bonaventura und Johanna von Rauch gingen zwölf Kinder hervor, die evangelisch getauft wurden:
- Gustav (1774–1841), preußischer Kriegsminister und General der Infanterie, 16. Ehrenbürger von Berlin,

⚭ I 1802 Caroline von Geusau (1780–1867), Tochter des preußischen Generalleutnants und Generalquartiermeisters Levin von Geusau und dessen Ehefrau Marie Caroline, geborene Grepler (geschieden 1815)
⚭ II 1816 Rosalie von Holtzendorff (1790–1862), Tochter des preußischen Stabskapitäns Georg Friedrich von Holtzendorff und dessen Ehefrau Rudolphine Wilhelmine, geborene von Lütke, Enkelin des preußischen Generalmajors Georg Ernst von Holtzendorff
- Friederike (1775–1781)
- Caroline (1777–1829) ⚭ 1799 Ludolph von Wulffen (1775–1827), preußischer Rittmeister im Regiment der Gardes du Corps
- Charlotte (1780–1807), starb bei der Pflege preußischer Verwundeter[19] ⚭ 1802 Levin Friedrich von Bismarck (1771–1847), Ehrenbürger der Stadt Magdeburg, Regierungspräsident des Bezirks Magdeburg, Domherr von Halberstadt, Besitzer der Rittergüter Briest, Welle und Grävenitz
- Emilie (1781–1807), Angehörige des Freundeskreises von Prinz Louis Ferdinand von Preußen
- Friederike (1783–1810) ⚭ 1802 Heinrich von Knobelsdorff (1775–1826), preußischer Generalmajor, Inspekteur der Gardekavallerie
- Wilhelm (1785–1816), preußischer Hauptmann in der 3. Ingenieur-Inspektion[20]⚭ 1814 Auguste Encke (1794–1861), Tochter des preußischen Oberförsters und Verwalters der königlichen Oberförsterei Falkenhagen Johann Gotthold Encke und dessen Ehefrau Maria Theresia, geborene Kirschbaum, Nichte und Patentochter der Wilhelmine Gräfin von Lichtenau[21], Patentochter König Friedrich Wilhelms II. von Preußen[22]
- Leopold (1787–1860), preußischer Generalmajor und Direktor der Allgemeinen Kriegsschule ⚭ 1827 Amélie von Levetzow (1805–1831) aus dem Hause Teschow-Koppelow, Tochter des mecklenburg-schwerinschen Kammerherrn und Hofmarschalls Otto von Levetzow, Besitzer der Rittergüter Hohen-Mistorf und Teschow, und dessen erster Ehefrau Amalie, geborene von Brösigke, Schwester von Ulrike von Levetzow
- eine Tochter (*/† 1788)
- Friedrich Wilhelm (1790–1850), preußischer Generalleutnant, Generaladjutant König Friedrich Wilhelm IV. und Militärbevollmächtigter in Sankt Petersburg ⚭ 1816 Laurette Reichsgräfin von Moltke (1790–1864) aus dem Hause Wolde, Tochter von Friedrich Detlev Reichsgraf von Moltke, Oberjägermeister von König Friedrich Wilhelm III. von Preußen, Besitzer von Wolde und der Rittergüter Walkendorf und Schorssow, und dessen zweiter Ehefrau Eleonore, geborene von Prittwitz,  Enkelin des preußischen Generals der Kavallerie Joachim Bernhard von Prittwitz
- Albert (1793–1814), gefallen in Bondy nahe Paris, preußischer Premierleutnant im 1. Garde-Regiment zu Fuß[23]
- Cecilie (1795–1854) ⚭ 1811 Gustav Freiherr von Maltzahn Graf von Plessen (1788–1862), Majoratsherr auf Ivenack, Erblandmarschall von Alt-Vorpommern, Oberstleutnant im Regiment der Gardes du Corps

Bonaventura von Rauchs Witwe Johanna wurde 1828 auf dem Alten Friedhof in Potsdam bestattet. Später fanden dort auch ihr Sohn Leopold von Rauch und dessen Ehefrau Amélie, geborene von Levetzow, ihre letzte Ruhestätte. Die Grabanlage besteht nicht mehr; erhalten ist das schmiedeeiserne Grabkreuz von Amélie von Rauch.

## Sekundärliteratur
- Historischer Verein für Oberbayern (Hrsg.): Oberbayerisches Archiv für vaterländische Geschichte. Band 5, Verlag Georg Franz, München 1844.
- Johann Wolfgang von Goethe: Aus dem Notizbuche von der schlesischen Reise. In: Goethe Werke. Weimarer Ausgabe, III. Abteilung Band 2: Juli–September 1790. 1887.
- Adalbert Hoffmann: Der Goethetag der Schneekoppe und der Heuscheuer nach einer neuen Quelle. In: Der Wanderer im Riesengebirge. 42. Jahrgang Nr. 473.
- Hanns Hubert Hofmann (Hrsg.): Das deutsche Offizierkorps 1860-1960. Deutsche Führungsschichten in der Neuzeit, Band 11, Walter de Gruyter Verlag, Berlin 1980, S. 177 ff.
- Friedrich Nippold: Erinnerungen aus dem Leben des General-Feldmarschalls Hermann von Boyen. Verlag S. Hirzel, Leipzig 1889.
- Eberhard August Wilhelm von Zimmermann: Beobachtungen auf einer Harzreise nebst einem Versuche, die Höhe des Brockens durch das Barometer zu bestimmen. Verlag der Fürstlichen Waisenhaus-Buchhandlung, Braunschweig 1775, S. 7 ff.
- Johann Friedrich Zöllner: Briefe über Schlesien, Krakau, Wieliczka und die Grafschaft Glatz. Verlag Friedrich Maurer, Berlin 1795, S. 433.

## Archivalien
- Familie von Rauch. Die Gesamtnachkommenschaft von Bonaventura und Johanna von Rauch. Handschriftliches Manuskript von Oberst a. D. Leopold von Rauch, 1945 (Deutsches Adelsarchiv Marburg).